# Luigi Fecia di Cossato (1800-1882)
Luigi Giovanni Fecia di Cossato (Biella, 8 gennaio 1800 – Cossato, 23 gennaio 1882) è stato un generale e politico italiano, che fu deputato durante la IV, V e VI legislatura del Regno di Sardegna.. Militare di carriera, sottocapo di stato maggiore generale dell'Armata Sarda durante la prima guerra d'indipendenza italiana, fu tra i plenipotenziari che condussero le trattative che portarono alla firma dell'armistizio di Vignale.

## Biografia
Nacque a Biella l'8 gennaio 1800, all'interno di una antica famiglia nobile, secondogenito del conte Carlo Maria Giacinto e di Caterina Arborio Biamino.  Giovanissimo come aggregato esterno agli esami presso la Reale Accademia militare di Torino, lì superò ottenendo la nomina a sottotenente di fanteria il 26 dicembre 1817. In servizio presso la Brigata Regina (22 settembre 1818), fu assegnato alla Stato maggiore Generale dell'Armata Sarda il 14 agosto 1819, e promosso tenente il 31 marzo 1820. Per aver partecipato ai moti del 1820-1821 dalla parte dell'Armata ribelle venne sospeso dal servizio. Reintegrato nel 1826, fu promosso capitano di stato maggiore il 28 gennaio di quell'anno, maggiore il 20 maggio 1837, e tenente colonnello il 19 giugno 1847, assegnato al 17º Reggimento fanteria.  Il 4 gennaio 1848 fu nominato colonnello comandante del 17º Reggimento della Brigata Acqui, e dopo l'inizio della campagna contro l'Impero austriaco, il 21 marzo fu trasferito in servizio allo Stato Maggiore Generale.
L'8 maggio partecipò alla battaglia del ponte di Goito, sotto gli ordini del generale Eugenio Bava, e fu decorato con la medaglia d'argento al valor militare. Nominato sottocapo di stato maggiore, fu lui a dover comunicare ai comandi dei volontari che guidavano la rivolta a Brescia, Peschiera e Venezia l'avvenuta firma dell'armistizio a Milano il 9 agosto 1848, tra re Carlo Alberto e il generale Josef Radetzky, che restituiva il controllo degli Austriaci sulla regione. Molto duro fu il giudizio espresso su di lui da uno dei protagonisti del risorgimento milanese, il conte Luigi Torelli, il quale nelle sue memorie lo annoverò, insieme con il generale Carlo Canera di Salasco, tra quegli uomini freddi e compassati che "piuttosto che soldati, dovean divenir frati".
In vista della ripresa delle operazioni militari, re Carlo Alberto continuò a nutrire su di lui la massima fiducia, tanto da riconfermarlo l'anno successivo sottocapo di stato maggiore, con la promozione al grado di maggiore generale (febbraio 1849), e la nomina a suo aiutante di campo. Dopo la rottura dell'armistizio di Salasco, il 23 marzo 1849 l'esercito sardo subì una dura sconfitta a Novara, e per il valore dimostrato in quella battaglia fu insignito di una seconda medaglia d'argento al valor militare. In quello stesso giorno il re gli affidò il delicato incarico di svolgere le trattative per la firma di un nuovo armistizio.
Il primo colloquio condotto alla Bicocca presso il capo di stato maggiore imperiale, generale Heinrich von Hess (1788-1870), fu molto scoraggiante: il generale Hess rivendicò la cessione da parte piemontese della Lomellina e di Alessandria, condizioni che da lui vennero giudicate inaccettabili, e di fronte a esse, infatti, Carlo Alberto decise di abdicare a favore del figlio, anche nella speranza che tale mossa spingesse gli Austriaci a più moderate richieste. Il nuovo sovrano, Vittorio Emanuele II di Savoia, decise di mantenerlo nel suo incarico ma, dietro sua richiesta, affiancato da un politico, il Ministro della Pubblica Istruzione Carlo Cadorna. I nuovi colloqui portarono ad un preliminare che fu poi firmato a Vignale dal re Vittorio Emanuele II e dal feldmaresciallo Radetzky. Subito dopo la cessazione del conflitto, sebbene avesse più volte escluso qualsiasi suo coinvolgimento politico, non fu estraneo all'opera di persuasione svolta particolarmente dai generali Alfonso Ferrero della Marmora e Giovanni Durando su Vittorio Emanuele II, affinché egli mantenesse lo statuto liberale elargito dal padre. A ciò egli venne spinto probabilmente non tanto da simpatie verso il movimento liberale quanto dalla preoccupazione di salvare la monarchia sabauda dal pericolo rivoluzionario. Il giuramento prestato il 28 marzo da Vittorio Emanuele allo Statuto Albertino contribuì a tranquillizzare gli animi. In quello stesso anno, il 2 luglio, il nuovo sovrano gli affidò il comando della Reale Accademia Militare di Torino, incarico che mantenne sino al 24 settembre 1856.
Nel 1853, verso la fine della IV legislatura, venne eletto deputato per il collegio di Cossato e di Bioglio nel Parlamento Subalpino, in sostituzione di Gregorio Sella, che si era dimesso. Confermato nella V e nella VI legislatura, fu per dedicarsi a tempo pieno all'attività politica che decise di lasciare nel 1857 il comando dell'Accademia di Torino. 
Nell'attività parlamentare si segnalò per l'accesa opposizione al progetto di riforma della legge sul reclutamento dell'esercito proposto da La Marmora nel 1857, che tendeva a estendere l'obbligo del servizio di leva, al fine di ovviare ai vuoti nelle classi che, a causa dei troppi esoneri, si erano registrati durante la guerra di Crimea. L'opposizione delle file conservatrici, in cui egli militava, prevedendo l'idea di una guerra contro l'Austria combattuta al fianco dei democratici, era contraria alla proposta di legge che si sarebbe tradotta in una diretta provocazione contro l'esercito austriaco. Fu lui ad argomentare, con motivi tecnici, il dissenso dell'opposizione, ma la legge venne approvata a larga maggioranza.
Nel giugno 1859, ricevuta la nomina a luogotenente generale posto al comando della divisioni di Modena, allora in via di costituzione, preferì abbandonare la carica di deputato. In seguito comandò anche le divisioni di Torino, Livorno e Genova, e venne definitivamente posto in pensione nel 1863. Si spense nella sua casa di Cossato il 23 gennaio 1882. Dopo la morte, venne sepolto nella tomba di proprietà dell'accademia.

### Annotazioni
1. ↑  Tale vicenda fu poi descritta dal Fecia di Cossato in un memoriale preparato nel 1851 per incarico del ministro della Guerra Alfonso Ferrero della Marmora.

### Fonti
1. 1 2 3 4 5 6 7  Ilari, Shamà 2008, p. 215.
2. ↑  Camera.it.
3. 1 2 3 4 5 6 7 8 9  https://www.treccani.it/enciclopedia/luigi-fecia_res-f85b0b2e-87ec-11dc-8e9d-0016357eee51_(Dizionario-Biografico).
4. 1 2 3  Sarti 1896, p. 318.
5. 1 2 3 4 5  Di Pietrantonio 2020, p. 76.
6. ↑  Pieri 1962, p. 278.
7. 1 2  Sarti 1896, p. 319.
8. ↑  I comandanti della Scuola di Applicazione e Istituto di Studi Militari dell'Esercito Archiviato il 5 gennaio 2010 in Internet Archive.